# Вилијам III Орански
Ово је чланак о Вилијему III Оранском. За информације о Виљему Ћуталици, види: Виљем Орански.
Вилијем III Орански (хол. Willem III van Oranje-Nassau, енгл. William III of England; Хаг, 14. новембра 1650 – палата Хемптон Корт, 8. марта 1702) био је холандски племић и протестант, принц Орански, штатхалтер Холандске републике (1672—1702) и краљ Енглеске, Ирске и Шкотске (1680—1702).
Вилијем је постао штатхалтер Холандске републике 28. јуна 1672. и на овој дужности је био до своје смрти. У Холандији је се звао Вилем Хенрик, са титулом принца од Орање-Насауа.
Енглеску круну добио је у Славној револуцији када је енглеског краља Џејмса II протерао у Француску. Владао је заједно са женом Мери II која је била Џејмсова кћи. Након Мерине смрти 1694. владао је самостално.
Учествовао је у многим ратовима који су вођени против католичке Француске и њеног краља Луја XIV због чега је сматран вођом протестантизма. Иза његовог угледа стајала је војска и нарочито моћна флота, тада једна од најмоћнијих у Европи. Његова владавина означила је почетак краја династије Стјуарт на енглеском престолу.

## Рођење и младост
Био је син Вилијема II Оранског и Марије Стјуарт (1631—1660), сестре енглеског краља Џејмса II. Родио се у Хагу 14. децембра 1650. године. Осам дана пре његовог рођења, умро му је отац од богиња па је Вилијем чим се родио, постао штатхалтер Холандије.
Дана 23. децембра 1660. када је Вилијем имао само десет година умрла је и његова мајка Марија, такође од великих богиња. Вилијему је за старатеља био одређен његов ујак тадашњи енглески краљ Чарлс II, а бригу о њему водила је баба Амалија. О његовом образовању рачуна је водио тада познати протестантски учењак Самуел Шапузо.

## Власт у Низоземској
Вилијемов отац је до смрти држао положај штатхалтера пет низоземских провинција и то: Холандије, Зеланда, Утрехта, Хелдерланда и Оверејсела. Након његове смрти провинције су укинуле ту функцију и фактичку власт је имао Јан де Вит. Вилијем је 1667. покушао да се врати на власт, али је тај покушај пропао јер су провинције одбиле да обнове овај положај.
Године 1672. Холандију је напао Луј XIV, а напад је помогла Енглеска. Французи су заузели готово целу земљу. Јан де Вит је подбацио као вођа. То је била шанса за Вилијема који ју је искористио те је увео функцију штатхалтера на коју је убрзо и именован.
Наставио је борбу против Енглеске и Француске у савезу са Шпанијом. Након победе над енглеском флотом Вилијем је са Енглеском 1674. постигао мировни споразум. Како би ојачао своју позицију Вилијем је хтео да се венча са нећаком енглеског краља Чарлса II. Брак је склопљен 4. новембра 1677. године. Из овог брака Вилијем није добио наследника.

## Вилијем и превирања у Енглеској
Године 1685. Вилијемов таст Џејмс наследио је енглеску круну након смрти свога брата Чарлса II. Џејмс је био непопуларан владар јер је био католик у протестантској Енглеској. Још 1687. протестанти су почели да преговарају о оружаној интервенцији како би са власти свргнули Џејмса II.
На почетку, Вилијем се супротставио идеји инвазије на Енглеску. Али након што је друга жена Марија од Модене родила Џејмсу мушког наследника страх од стварања католичке династије у енглеској је порастао а и неки политички потези Џејмса II су ишли на руку протестантском огорчењу.
Али Вилијем се и даље колебао бојећи се реакције енглеског народа на страну инвазију па је тражио да најугледнији енглески протестанти затраже његову интервенцију. Дана 30. јуна 1688. седам бискупа који су били у сукобу са Џејмсом II затражило је од Вилијема да војно интервенише па је он отпочео припреме за инвазију.

## Славна револуција
Дана 5. новембра 1688. Вилијем се са холандском војском искрцао у југозападну Енглеску, код места Бриксхем. Искрцао се са 15.500 војника и 4000 коња. Сви заповедници енглеске војске који су били протестанти прешли су на његову страну као и сви енглески племићи протестанти. Зато је врло брзо напредовао и 11. децембра ушао је у Лондон. Енглески краљ Џејмс II покушао је да се спаси скоком у Темзу, али је убрзо ухваћен. Вилијем је Џејмсу омогућио да побегне у Француску где га је француски краљ Луј XIV великодушно примио давши му велика примања.
Вилијем је убрзо, на нерегуларан начин, сазвао парламент који је 12. фебруара 1689. прогласио да је Џејмс абдицирао тиме што је побегао из Енглеске. Престо је проглашен упражњеним а понуђен је, не по правилном смеру наслеђивања Џејмсовом сину, већ његовој кћери Мери. Мери је постала краљица а утврђено је да ће владати заједно са Вилијемом. Парламент је то озваничио посебним законом који је познат као Повеља о правима. Истим законом Џејмс је оптужен за злоупотребе током своје владавине и стављени су ван снаге сви закони који су укидали ограничења за католике. Такође је утврђено да ниједан католик не може да наследи енглески престо. Утврђена је и линија наслеђивања према којој би енглеску круну требало да наследе потомци Вилијема и Марије а ако они не буду имали потомака онда би енглеску круну наследила Џејмсова млађа кћерка Ана и њени потомци.

## Владавина са Мери II
Лондонски бискуп Хенри Комптон крунисао је Вилијема и његову жену у Вестминстерској опатији 11. априла 1689. године. Крунисање није извршио кентерберијски надбискуп зато што је сматрао нелегитимним свргавање Џејмса II.
Током заједничке владавине са супругом Вилијем је често био одсутан. Боравио је у Холандији где је ратовао против Француске. Захваљујући њему Енглеска се прикључила Аугзбуршкој лиги која је створена како би се њене чланице заштитиле од агресивне Француске. Док је он био одсутан владала је Мери.
Вилијем се суочио са устанцима у Шкотској и Ирској. Оба устанка подигле су присталице свргнутог краља али је Вилијем потукао Шкоте у бици код Киликранкија и Ирце предвођене Џејмсом II 1690. године у бици код Бојна.
Вилијемова супруга и сувладарка умрла је од богиња 1694. године. Иако није био веран муж њена смрт га је дубоко погодила. У браку с њом није имао потомака. Након њене смрти наставио је да влада сам. Прихватио је англиканско учење иако је васпитан као калвиниста.

## Самостална владавина
Након Мерине смрти шириле су се гласине о хомосексуалним склоностима краља Вилијема, па су се чак појављивали памфлети у којима је ова склоност истицана. Током своје самосталне владавине Вилијем се суочио са завером католика која није успела и након које француски краљ није више помагао Џејмса II. Луј XIV је са Вилијемом 20. септембра 1697. године склопио Споразум у Ризвику којим је признао Вилијема за краља Енглеске.
Крајем Вилијемове владавине поставило се питање наследника енглеске круне пошто он није имао потомака а Мерина сестра Ана имала је пуно деце али су она рано умрла. Како је Ана била једина у линији наслеђивања међу присталицама протестантизма појавила су се страховања да би после њене смрти на престо могли дођи потомци Џејмса II. Стога је парламент 1701. донео Акт о наслеђивању којим је одређено да круну након Ане наследи даља наследна линија Софије од Хановера и њени протестантски наследници. Истим законом ограничена и моћ краља за вођење рата пошто је одређено да средства за вођење рата мора да одобри парламент. Осигурана је и независност судства од краљеве самовоље.

## Смрт
Вилијем је умро 1702. године од упале плућа која је настала компликацијом прелома кључне кости због пада са коња. Сахрањен је у Вестминстерској опатији поред своје супруге Мери II. Круну је наследила Ана, Мерина сестра и кћерка свргнутог краља Џејмса II.

## Значај
Најважније Вилијамово политичко достигнуће било је то што је парирао Француској Луја XIV у време кад је она била у позицији да намеће своју вољу у целој Европи. Ова настојања наставила су се после његове смрти у Рату за шпанско наслеђе. Друга важна последица Вилијамов власти у Енглеској било је окончање оштрог конфликта између краља и парламента који је постојао од почетка владавине династије Стјуарт 1603. Овај сукоб је 1640-их довео до грађанског рата, и Славне револуције 1688. Током Вилијамове владавине сукоб је решен у корист парламента, актима из 1689, 1694. и 1701.
Вилијам је 1693. постао покровитељ Колеџа Вилијама и Мери у Вирџинији. То је данас један од престижних колеџа у САД. Главни град Бахама, Насау, име је добио по тврђави Форт Насау која је 1695. преименована у његову част.
Вилијамову победу у бици код Бојна 1690. и данас прослављају ирски протестанти припадници Реда оранжиста на дан 12. јула традиционалним маршевима који изазивају бројне контроверзе и сукобе са ирским католицима.

## Породично стабло
|  |                                         |  |  |  |  |  |  |  |  |  |  |  |  |  |  |  |
|  | 16. Виљем I, гроф Насау-Диленбурга      |  |  |  |  |  |  |  |  |  |  |  |  |  |  |  |
|  |                                         |  |  |  |  |  |  |  |  |  |  |  |  |  |  |  |
|  |                                         |  |  |  |  |  |  |  |  |  |  |  |  |  |  |  |
|  | 8. Вилем I Орански Ћутљиви              |  |  |  |  |  |  |  |  |  |  |  |  |  |  |  |
|  |                                         |  |  |  |  |  |  |  |  |  |  |  |  |  |  |  |
|  |                                         |  |  |  |  |  |  |  |  |  |  |  |  |  |  |  |
|  | 17. Juliana of Stolberg                 |  |  |  |  |  |  |  |  |  |  |  |  |  |  |  |
|  |                                         |  |  |  |  |  |  |  |  |  |  |  |  |  |  |  |
|  |                                         |  |  |  |  |  |  |  |  |  |  |  |  |  |  |  |
|  | 4. Фредерик Орански Насауски            |  |  |  |  |  |  |  |  |  |  |  |  |  |  |  |
|  |                                         |  |  |  |  |  |  |  |  |  |  |  |  |  |  |  |
|  |                                         |  |  |  |  |  |  |  |  |  |  |  |  |  |  |  |
|  | 18. Гаспар II де Колињи                 |  |  |  |  |  |  |  |  |  |  |  |  |  |  |  |
|  |                                         |  |  |  |  |  |  |  |  |  |  |  |  |  |  |  |
|  |                                         |  |  |  |  |  |  |  |  |  |  |  |  |  |  |  |
|  | 9. Лујза де Колињи                      |  |  |  |  |  |  |  |  |  |  |  |  |  |  |  |
|  |                                         |  |  |  |  |  |  |  |  |  |  |  |  |  |  |  |
|  |                                         |  |  |  |  |  |  |  |  |  |  |  |  |  |  |  |
|  | 19. Charlotte de Laval                  |  |  |  |  |  |  |  |  |  |  |  |  |  |  |  |
|  |                                         |  |  |  |  |  |  |  |  |  |  |  |  |  |  |  |
|  |                                         |  |  |  |  |  |  |  |  |  |  |  |  |  |  |  |
|  | 2. William II, Prince of Orange         |  |  |  |  |  |  |  |  |  |  |  |  |  |  |  |
|  |                                         |  |  |  |  |  |  |  |  |  |  |  |  |  |  |  |
|  |                                         |  |  |  |  |  |  |  |  |  |  |  |  |  |  |  |
|  | 20. Konrad of Solms-Braunfels           |  |  |  |  |  |  |  |  |  |  |  |  |  |  |  |
|  |                                         |  |  |  |  |  |  |  |  |  |  |  |  |  |  |  |
|  |                                         |  |  |  |  |  |  |  |  |  |  |  |  |  |  |  |
|  | 10. Johan Albrecht I of Solms-Braunfels |  |  |  |  |  |  |  |  |  |  |  |  |  |  |  |
|  |                                         |  |  |  |  |  |  |  |  |  |  |  |  |  |  |  |
|  |                                         |  |  |  |  |  |  |  |  |  |  |  |  |  |  |  |
|  | 21. Elisabeth of Nassau-Dillenburg      |  |  |  |  |  |  |  |  |  |  |  |  |  |  |  |
|  |                                         |  |  |  |  |  |  |  |  |  |  |  |  |  |  |  |
|  |                                         |  |  |  |  |  |  |  |  |  |  |  |  |  |  |  |
|  | 5. Amalia of Solms-Braunfels            |  |  |  |  |  |  |  |  |  |  |  |  |  |  |  |
|  |                                         |  |  |  |  |  |  |  |  |  |  |  |  |  |  |  |
|  |                                         |  |  |  |  |  |  |  |  |  |  |  |  |  |  |  |
|  | 22. Louis I, Count of Sayn-Wittgenstein |  |  |  |  |  |  |  |  |  |  |  |  |  |  |  |
|  |                                         |  |  |  |  |  |  |  |  |  |  |  |  |  |  |  |
|  |                                         |  |  |  |  |  |  |  |  |  |  |  |  |  |  |  |
|  | 11. Agnes of Sayn-Wittgenstein          |  |  |  |  |  |  |  |  |  |  |  |  |  |  |  |
|  |                                         |  |  |  |  |  |  |  |  |  |  |  |  |  |  |  |
|  |                                         |  |  |  |  |  |  |  |  |  |  |  |  |  |  |  |
|  | 23. Elisabeth of Solms-Laubach          |  |  |  |  |  |  |  |  |  |  |  |  |  |  |  |
|  |                                         |  |  |  |  |  |  |  |  |  |  |  |  |  |  |  |
|  |                                         |  |  |  |  |  |  |  |  |  |  |  |  |  |  |  |
|  | 1. Вилијам III Орански                  |  |  |  |  |  |  |  |  |  |  |  |  |  |  |  |
|  |                                         |  |  |  |  |  |  |  |  |  |  |  |  |  |  |  |
|  |                                         |  |  |  |  |  |  |  |  |  |  |  |  |  |  |  |
|  | 24. Хенри Стјуарт                       |  |  |  |  |  |  |  |  |  |  |  |  |  |  |  |
|  |                                         |  |  |  |  |  |  |  |  |  |  |  |  |  |  |  |
|  |                                         |  |  |  |  |  |  |  |  |  |  |  |  |  |  |  |
|  | 12. Џејмс I Стјуарт                     |  |  |  |  |  |  |  |  |  |  |  |  |  |  |  |
|  |                                         |  |  |  |  |  |  |  |  |  |  |  |  |  |  |  |
|  |                                         |  |  |  |  |  |  |  |  |  |  |  |  |  |  |  |
|  | 25. Мери Стјуарт                        |  |  |  |  |  |  |  |  |  |  |  |  |  |  |  |
|  |                                         |  |  |  |  |  |  |  |  |  |  |  |  |  |  |  |
|  |                                         |  |  |  |  |  |  |  |  |  |  |  |  |  |  |  |
|  | 6. Чарлс I Стјуарт                      |  |  |  |  |  |  |  |  |  |  |  |  |  |  |  |
|  |                                         |  |  |  |  |  |  |  |  |  |  |  |  |  |  |  |
|  |                                         |  |  |  |  |  |  |  |  |  |  |  |  |  |  |  |
|  | 26. Фредерик II Дански                  |  |  |  |  |  |  |  |  |  |  |  |  |  |  |  |
|  |                                         |  |  |  |  |  |  |  |  |  |  |  |  |  |  |  |
|  |                                         |  |  |  |  |  |  |  |  |  |  |  |  |  |  |  |
|  | 13. Ана од Данске                       |  |  |  |  |  |  |  |  |  |  |  |  |  |  |  |
|  |                                         |  |  |  |  |  |  |  |  |  |  |  |  |  |  |  |
|  |                                         |  |  |  |  |  |  |  |  |  |  |  |  |  |  |  |
|  | 27. Софија Мекленбуршка                 |  |  |  |  |  |  |  |  |  |  |  |  |  |  |  |
|  |                                         |  |  |  |  |  |  |  |  |  |  |  |  |  |  |  |
|  |                                         |  |  |  |  |  |  |  |  |  |  |  |  |  |  |  |
|  | 3. Марија Хенријета Стјуарт             |  |  |  |  |  |  |  |  |  |  |  |  |  |  |  |
|  |                                         |  |  |  |  |  |  |  |  |  |  |  |  |  |  |  |
|  |                                         |  |  |  |  |  |  |  |  |  |  |  |  |  |  |  |
|  | 28. Антонио Бурбонски                   |  |  |  |  |  |  |  |  |  |  |  |  |  |  |  |
|  |                                         |  |  |  |  |  |  |  |  |  |  |  |  |  |  |  |
|  |                                         |  |  |  |  |  |  |  |  |  |  |  |  |  |  |  |
|  | 14. Анри IV                             |  |  |  |  |  |  |  |  |  |  |  |  |  |  |  |
|  |                                         |  |  |  |  |  |  |  |  |  |  |  |  |  |  |  |
|  |                                         |  |  |  |  |  |  |  |  |  |  |  |  |  |  |  |
|  | 29. Хуана III од Наваре                 |  |  |  |  |  |  |  |  |  |  |  |  |  |  |  |
|  |                                         |  |  |  |  |  |  |  |  |  |  |  |  |  |  |  |
|  |                                         |  |  |  |  |  |  |  |  |  |  |  |  |  |  |  |
|  | 7. Хенријета Марија од Француске        |  |  |  |  |  |  |  |  |  |  |  |  |  |  |  |
|  |                                         |  |  |  |  |  |  |  |  |  |  |  |  |  |  |  |
|  |                                         |  |  |  |  |  |  |  |  |  |  |  |  |  |  |  |
|  | 30. Франческо I Медичи                  |  |  |  |  |  |  |  |  |  |  |  |  |  |  |  |
|  |                                         |  |  |  |  |  |  |  |  |  |  |  |  |  |  |  |
|  |                                         |  |  |  |  |  |  |  |  |  |  |  |  |  |  |  |
|  | 15. Марија Медичи                       |  |  |  |  |  |  |  |  |  |  |  |  |  |  |  |
|  |                                         |  |  |  |  |  |  |  |  |  |  |  |  |  |  |  |
|  |                                         |  |  |  |  |  |  |  |  |  |  |  |  |  |  |  |
|  | 31. Јохана од Аустрије                  |  |  |  |  |  |  |  |  |  |  |  |  |  |  |  |
|  |                                         |  |  |  |  |  |  |  |  |  |  |  |  |  |  |  |
|  |                                         |  |  |  |  |  |  |  |  |  |  |  |  |  |  |  |